# Илопанго (аэропорт)
Международный аэропорт Илопанго (исп. Aeropuerto Internacional de Ilopango) - аэропорт в Сальвадоре, крупнейшая авиабаза ВВС страны.

## История

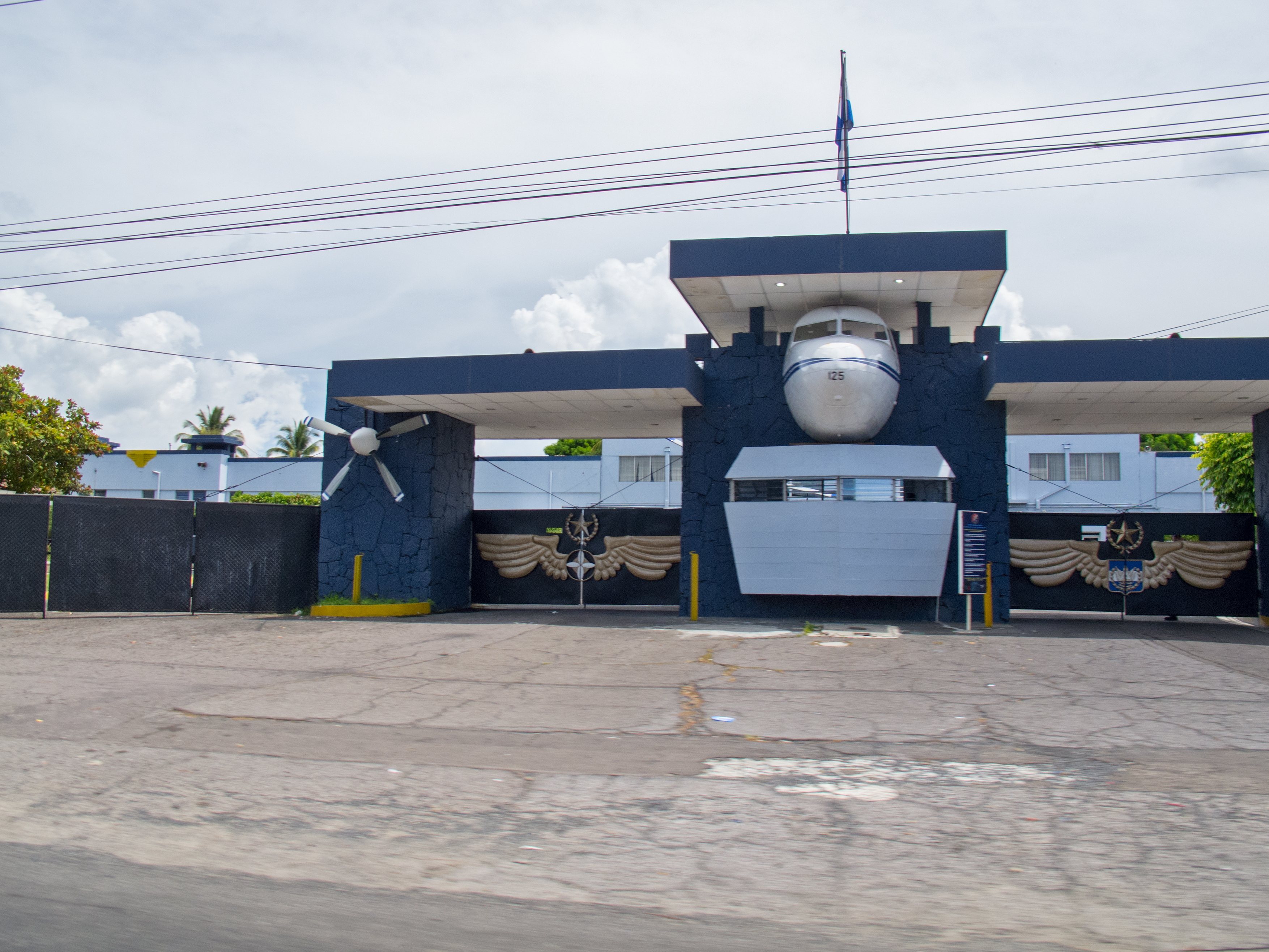
ворота авиабазы ВВС Илопанго

На рубеже 1940-х - 1950-х годов озеро Илопанго использовалось авиакомпаниями США в качестве промежуточной посадочной площадки для гидросамолётов.
В 1962 - 1964 гг. аэропорт Илопанго был построен, 27 апреля 1964 года он был введён в эксплуатацию и стал крупнейшим аэропортом страны и главной авиабазой ВВС.
28 апреля 1964 года здесь приземлился первый самолёт - пассажирский "Boeing 707-321B" авиакомпании "Pan American Airways".
В ходе "100-часовой войны" между Сальвадором и Гондурасом, 14 июня 1969 года самолёты ВВС Сальвадора атаковали объекты на территории Гондураса. Вслед за этим, в ночь на 15 июля 1969 года самолёты ВВС Гондураса атаковали авиабазу Илопанго и другие цели на территории Сальвадора.
В 1974 году аэропорт находился в 8 км от столицы, однако в дальнейшем, в связи с расширением границ города - оказался на его окраине (что сделало невозможным дальнейшее расширение аэропорта и удлинение взлётно-посадочных полос для приёма тяжёлых самолётов). После того, как в 1979 году было завершено строительство аэропорта «Комалапа», аэропорт Илопанго утратил прежнее значение. В январе 1980 года международные полёты отсюда были прекращены (хотя он продолжает использоваться в качестве аэропорта местных авиалиний и авиабазы ВВС).
5 октября 1986 года из авиабазы Илопанго вылетел военно-транспортный самолёт C-123K «Provider» (серийный номер 20128, бортовой номер HPF821) с грузом вооружения для никарагуанских «контрас». В этот же день, 5 октября 1986 он был сбит над территорией Никарагуа, в окрестностях города Сан-Карлос. На месте крушения были обнаружены контейнеры с грузом для «контрас» (70 советских автоматов АКС, 100 тыс. патронов, выстрелы к противотанковому гранатомёту, 150 пар армейских ботинок и др.) и тела трёх погибших членов экипажа (двух американцев и одного никарагуанца), непродолжительное время спустя солдатами правительственных сил был задержан четвёртый член экипажа, гражданин США Юджин Хазенфус, который дал показания, что работает на ЦРУ. 
11 ноября 1989 года силы ФНОФМ начали крупномасштабное наступление на всей территории страны. В первый же день были одновременно атакованы около 50 военных объектов (в том числе, 20 объектов в Сан-Сальвадоре). Одним из атакованных объектов стала авиабаза Илопанго, бои в районе которой приняли ожесточённый и затяжной характер.
По состоянию на ноябрь 2002 года функционировал только в светлое время суток.